# Stockholms läns museum
Stockholms läns museum er et museum i Sickla, der værner om Stockholms läns historie, kulturmiljøer og bebyggelse. 
Museet adskiller sig til dels fra traditionelle museer med store faste basisudstillinger. Det vil i stedet nå ud til publikum gennem besøg af skoleklasser, vandreudstillinger og markerede kulturstier i historiske miljøer. Museet har en mindre, fast udstilling med beskrivelser af skæbner fra länet og midlertidige udstillinger om kulturhistorie, bygningspleje og kunst. På museet findes også et bibliotek med kulturhistorisk litteratur om länet. 
Länsmuseets største bidragsydere er Stockholms läns landsting og Statens kulturråd. Museet driver også en omfattende tjenestevirksomhed, f.eks. bygningsinventering for länets kommuner. 
Museet har domicil i AB Diesel Motorers gamle fabrikslokaler ved Sickla industriväg 5 i Nacka kommun. AB Diesel Motorer blev siden lagt sammen med AB Atlas til AB Atlas Diesel og ændrede i 1956 navn til Atlas Copco AB, da virksomheden fremstillede kompressorer. Atlas Copco har stadig sit hovedkontor på Sickla industriväg i nærheden af museet.